# Каммель
Каммель (нем. Kammel) — река в Германии, протекает по земле Бавария. Левый приток Минделя. Речной индекс 1168. Площадь бассейна реки составляет 260,17 км². Длина реки 73,98 км. Высота истока 704 м. Высота устья 439 м.